# Mary Austin
Mary Georgina Austin (ur. 6 marca 1951 w Fulham w Londynie) – Brytyjka, w latach 1970–1976 partnerka wokalisty zespołu Queen, Freddiego Mercury’ego, jego przyjaciółka oraz asystentka.
Freddie Mercury w jednym z udzielonych wywiadów pod koniec lat siedemdziesiątych wyznał, że Austin jest „prawdziwą miłością jego życia” oraz „osobą, której nie mógł zastąpić żaden kochanek”, zaś związek z nią traktował jako „małżeństwo”. Po rozstaniu Mercury stworzył dla niej stanowisko we własnej firmie, został też ojcem chrzestnym jej syna, Richarda.

## Życiorys
Urodziła się 6 marca 1951 w Fulham w Londynie, w rodzinie robotniczej. Jej oboje rodzice byli niesłyszący. Pracowała od 15. roku życia najpierw jako recepcjonistka, następnie w butiku.
Mercury i Austin poznali się w 1969 roku po tym, jak przedstawił ich sobie Brian May, z którym się spotykała. Mercury oświadczył się Austin w Boże Narodzenie 1973 roku, nigdy jednak nie doszło do ślubu. W latach 1973–1976 wspólnie zamieszkiwali w Londynie. Ich związek rozpadł się po tym, jak wokalista przyznał się, że jest biseksualny. Mercury napisał kilka piosenek o Mary Austin, w szczególności „Love of My Life” z płyty A Night at the Opera (1975).

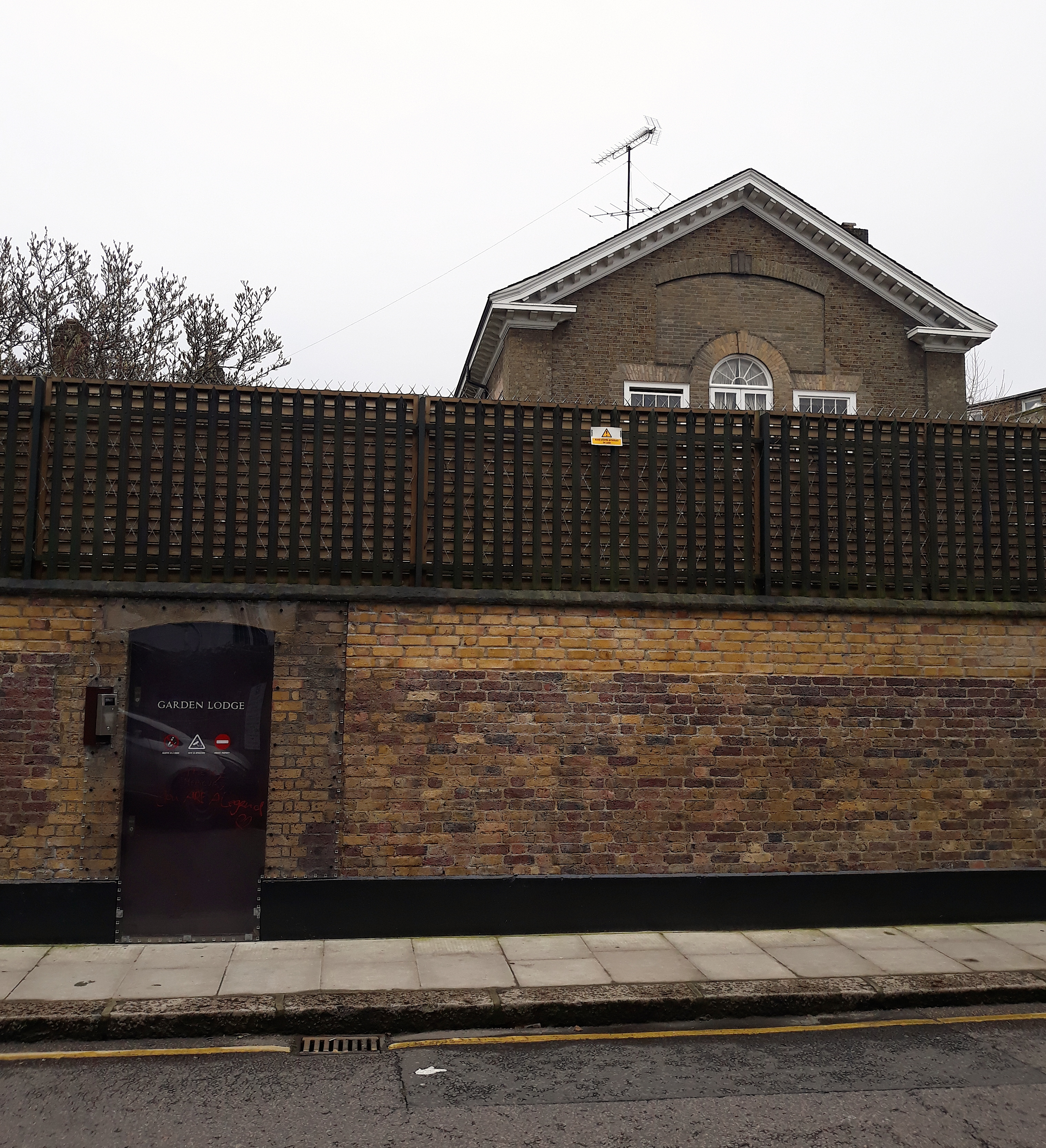
Dom Garden Lodge w Kensington

Freddie Mercury zapisał jej w testamencie połowę swojego majątku, w tym dom Garden Lodge w londyńskiej dzielnicy Kensington oraz prawa do zysków z późniejszej sprzedaży jego płyt. Austin zasiada w zarządach przedsiębiorstw związanych z branżą muzyczną (Mightytape, Goose Productions i Mercury Songs), jest członkinią Rady Powierniczej fundacji The Mercury Phoenix Trust i prawdopodobnie jedyną osobą, zgodnie z wolą artysty, znającą miejsce pochówku jego prochów.
W 2017 roku Austin usunęła istniejące dotąd na ogrodzeniu Garden Lodge miejsce pamięci Mercury’ego, pokrywane przez fanów piosenkarza napisami i rysunkami. Prasa donosiła o ich niezadowoleniu z tej decyzji.
W książce Conversations with Freddie Mercury autorstwa Ronalda Rittera i Sussan Evermore poświęcono jej cały rozdział. Informacje o niej można znaleźć w biografiach artysty: Freddie Mercury: A Kind of Magic Marka Blake’a czy Freddie Mercury: An Intimate Biography Davida Breta.
Austin pojawiła się w filmie dokumentalno-biograficznym Freddie Mercury: The Untold Story (2000). Obecnie nie jest osobą publiczną i rzadko udziela wywiadów. W amerykańsko-brytyjskim filmie Bohemian Rhapsody (2018) w jej postać wcieliła się Lucy Boynton.
Po rozstaniu z Mercurym związana była z muzykiem Jo Burtem. W latach 1990–1993 była w związku z architektem Piersem Cameronem, z którym ma dwóch synów: Richarda i Jamesa. W latach 1998–2006 była żoną biznesmena Nicka Holforda.